# Tetrilampi
Tetrilampi är en sjö i kommunen Ilomants i landskapet Norra Karelen i Finland. Sjön ligger 148,2 meter över havet. Den är 10,7 meter djup. Arean är 60 hektar och strandlinjen är 3,54 kilometer lång. Sjön  ingår i Vuoksens huvudavrinningsområde.   Den ligger omkring 63 kilometer öster om Joensuu och omkring 430 kilometer nordöst om Helsingfors. 